# Aucha nectens
Aucha nectens là một loài bướm đêm trong họ Noctuidae.